# Спахан (сасанидска провинција)
Спахан, такође познат као Партау, био је сасанидска провинција у касној антици, која је лежала у централном Ирану, што скоро у потпуности одговара данашњој провинцији Исфахан у Ирану.

## Етимологија
Спахан је засведочен у различитим печатима и натписима из средњоперсијске перспективе, укључујући и Зороастријског свештеника Картира. Данашње име (Исфахан) је арабизовани облик Испахана (за разлику од средњоперсијског, новоперсијски не допушта почетне консонантске групе попут сп). Регион се појављује са скраћеницом ГД (Гај, јужна Медија) на сасанидској нумизматици. У Птоломејевој Географији појављује се као Аспадана, што у преводу значи "место окупљања војске". Верује се да Спахан потиче од спаданам 'војске', староперсијске множине спада (из којега произилази спах 'војска' у средњоперсијском). Покрајина се назива Партау на натпису Шапура I на Кабаје Зартошту.

## Историја
Спахан је постао део Сасанидског царства 224. године, након што је Ардашир I (в. 224–242) преузео његов главни град и убио његовог владара, Шад Шапура.
Године 642. догодила се битка код Спахана у којој се водила борба између рашидунских Арапа и Сасанида. Арапи су победили и током битке, су, како се извештава, убили истакнутог михранског заповедника Шахрвараза Џадујиа. После битке, Арапи су склопили мир са Фадхусфаном, гувернером града. Према арапском историчару, многи цивили су убијени или поробљени након битке.